# Театр Діоніса

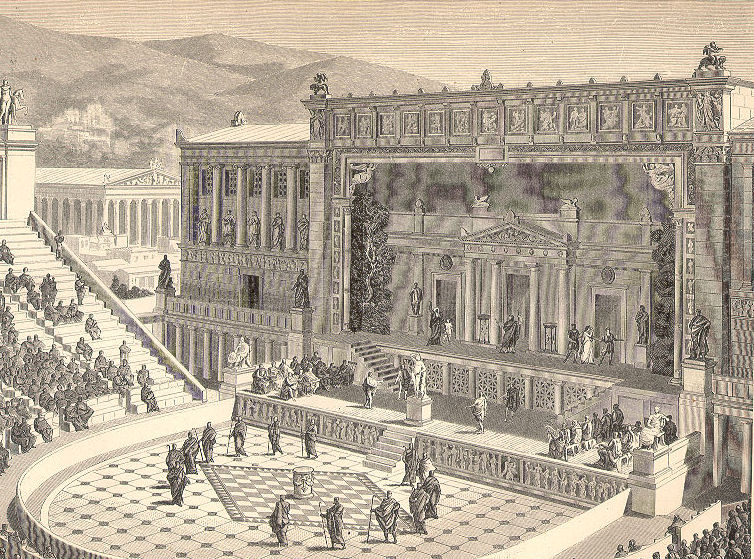
Театр Діоніса, реконструкція

Теа́тр Діоні́са (грец. Θέατρο του Διονύσου) — найдавніший театр Греції та найдавніший у світі театр, побудований з каменю. Був частиною капища, присвяченого богові Діонісу, та основним місцем проведення урочистих святкувань культу Діоніса — Діонісій. Афінський театр Діоніса став прототипом усіх античних та навіть сучасного театру.

## Історія
У Стародавній Греції театр був одним з чинників суспільного розвитку, поширюючи в народі релігійні та соціально-етичні поняття і об'єднуючи тим самим різноманітні верстви населення, міста і села. Спочатку і досить довго театр служив найурочистішим видом вшанування божества Діоніса. Оскільки релігія була тісно пов'язана з державним життям, то сценічні ігри, що складали частину Діонісових свят, були предметом турбот державної влади. Громада намагалась долучити найвидатніших грецьких поетів та будувала на відкритому повітрі театри, здебільшого на схилах укріпленого верхнього міста — акрополя.
Театр Діоніса спочатку був дерев'яним і служив ареною для проведення урочистостей. Виступи в ньому проходили двічі на рік — під час Малих Діонісій і Великих Діонісій. Під час останніх проводилися театральні змагання. Зазвичай змагалися три драматурга, кожен з яких ставив три трагедії і одну сатірову драму. Змагалися також автори комедій, які ставили по одній п'єсі. Результати фіксувалися в особливих написах - дидаскалами, які зберігалися в афінському державному архіві.
Театр Доніса в Афінах був побудований на південно-східному схилі акрополя близько VI ст. до н.е. у добу правління афінського тирана Пісістрата. Театр вміщував до 17 000 глядачів. З тих пір його багаторазово перебудовували, тож встановити первинний вигляд не видається можливим. Достеменно відомо, що донині зберігся театр римської доби.
Зовнішній прояв зв'язку театру з культом Діоніса і пам'яті про релігійний початок театру виражався у зведенні вівтаря Діоніса, який перебував у орхестрі. Храм Діоніса в Афінах був зведений на тій ділянці схилу, де попередньо знаходились два храми Діоніса Визволителя. Афінські ж актори пізніше утворювали товариства під назвою «діонісовські майстри». Самі ж вистави давалися тільки в Діонісові свята. Великі Діонісії (в березні — квітні), Ленеї (у січні — лютому) та Селянські Діонісії (у грудні — січні). Головним святом були Великі Діонісії, на них кожен поет-трагік представляв три трагедії та сатиричну драму — короткий фарс, в якому партію хору виконували сатири, козлоногі супутники Діоніса.
У більш пізні грецькі роки в архітектуру театру були внесені деякі зміни. Наприклад, біля сцени з'явилася колонада і навіть другий поверх. Після руйнування Сулли в 86 р до н.е. при правлінні римського імператора Августа нові мармурові колони в іонічному стилі замінили старі дерев'яні. За Нерона в 61–62 рр. н.е. оркестр і будівля сцени були переобладнані за римським зразком і пристосовані до гладіаторським боїв і римським постановок. Саме в цей час сцена і поміст, на яких грали актори, піднялися на висоту 3–3,5 м над орхестрой. Між будівлею просценія і орхестрой знаходилося ще вільне вузький простір чотирикутної форми, огороджене по периметру параскеніями. Це була своєрідна арена, де хор і актори спільно музицировали п'єси. Новий блискучий період театру Діоніса почався під час правління римського імператора Адріана в 117–138 рр. н.е., якому було присвоєно звання лорда Афін. Тоді в нижніх частинах трибуни встановили 13 бронзових статуй імператора, видалили написи з крісел в першому ряду і додали титули священиків нових культів. Сценічне спорудження в римському стилі оздоблено статуями персонификаций трьох театральних жанрів («Трагедія», «Комедія» і «Сатирик»). Таким чином вдалося об'єднати класичне минуле столиці і його більш традиційне публічний простір нових часів. Останній проблиск театру Діоніса трапився в 267 році.
В кінці V століття театр був покинутий. Його оркестру стала закритим двором для християнської базиліки. Згодом вона також була зруйнована. Театр був знову відкритий в 1765 році. А в 1895 році під керівництвом археолога і грецького архітектора Вільгельма Дерпфельда тут провели велику археологічну реставрацію. Але повністю відбудувати сцену театру так і не вдалося.
Особливу цінність з художньої точки зору являє скульптурний фриз з сатирами — він зберігся з часів імператора Нерона. Він, до речі, свято вірив у свій театральний талант і теж виступав на сцені. Театр Діоніса внесений до Списку Всесвітньої спадщини ЮНЕСКО.
Ця пам'ятка Греції цікава також з точки зору театральної культури. Виступи в Афінах проходили 2 рази в рік: під час Великих Діонісій (в цей період влаштовувалися театральні змагання) і Малих Діонісій. У цей період городяни не працювали. Якщо публіці не подобалася п'єса, глядачі могли закидати акторів і зажадати іншу постановку.

## Легенди
Діоніс був богом вина і екстазу, він був вічно молодий, і його сімейна історія настільки міфологічна, наскільки це можливо: його мати Семела була прекрасною жінкою, а батько — Зевсом, царем Олімпу і інших богами. Сестра-богиня Зевса Ера ревнувала до Семеле і, в класичному мстивий грецькому стилі, вмовила Зевса постати перед нею у всій своїй величі, знаючи, що звичайна жінка помре до такого неймовірного виду. План Ери спрацював гладко, і Семела померла, перетворившись на попіл. Однак в цьому попелі Зевс помітив ненародженої дитини, підняв його і просто зашив в стегно, тримаючи його там, поки він не буде готовий вийти назовні!
У дитинстві Діоніс багато подорожував, зазвичай за допомогою колісниці, яку носили тигри або пантери. Легенди розповідають про нього всюди, від Греції до Азії, проходячи через Індію, де він навчав людей вирощувати, вирощувати, збирати і переробляти виноград для вина. Іноді його називають спокійним, доброзичливим і турботливим, наприклад, коли він вирушає в пекло, щоб знайти свою матір і привести її на Олімп, а іноді він здається таким же жорстоким і жорстоким: Цар Фів, який заборонив своєму народові поклонятися йому, був з'їдений живцем своєї матір'ю і сестрою, коли вони були охоплені люттю Діонісія, а цар у Сліпоті Лікургус осліп і зійшов з розуму, тому що насмілився пожартувати над ним. 

## Архітектура

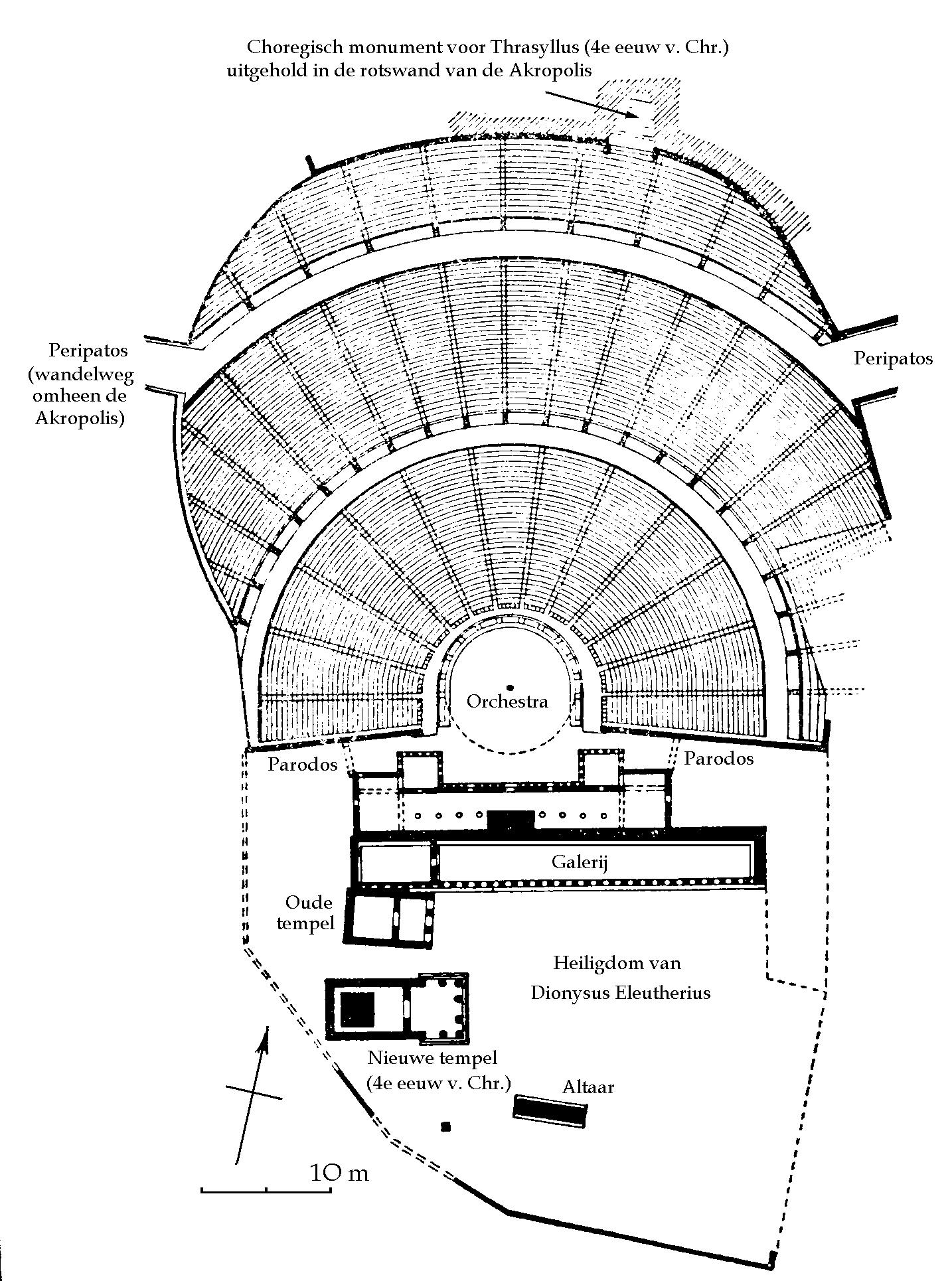
План театру Діоніса

Театр Діоніса мав наступні частини: простір для глядачів із дерев'яними сидіннями, які піднімались ярусами з центру споруди до країв у вигляді амфітеатру. Найвищий ряд височів відносно найнижчого ярусу на 35 м. Чотирикутний майданчик за орхестрою і був сценою. Власне орхестра являла собою вирівняну ділянку, на якій розміщувались хор та музиканти. Центральну частину займав вівтар Діоніса.
Приблизно в середині V ст. до н. е. була побудована стаціонарна дерев'яна сцена для акторів. Передня її стіна служила заднім фоном для драматичних дій. Між простором для глядачів і сценою були влаштовані проходи (грец. Πάροδος) в орхестру з обох сторін.
Тільки в IV ст. до н. е. театр був зведений з пенетелійського мармуру. Будівництво було розпочато Евбулом, а завершене за Лікурга, афінського архонта у фінансових справах та оратора. Сидіння були кам'яні, в першому ряду стояли крісла художньої роботи для почесних глядачів, а передню стіну «сцени» прикрасили колони.
Близько I ст. до н.е. в епоху, так званої, нової комедії тимчасовий просценій був замінений на стаціонарний, утворивши колонаду із трьома проходами. Інші проміжки між колонами були закладені пінаками (грец. πινακες) з відповідними до постанови зображеннями. Колонада з передньої стіною «сцени» з'єднувалася помостом, так що перед спорудженою сценою утворювалась більш вузька будівля, в цілому також звана просценієм. У цьому вигляді афінський театр Діоніса був визнаний Вітрувієм типовим античних театром.
У праці Вітрувія «Про архітектуру» містяться вказівки на план античного храму. В основі його лежить коло орхестри. В нього вписані три квадрата, які ділять своїми кутами коло на 12 рівних частин. Сторона одного з квадратів визначає передню стіну «сцени», а паралельна їй відносно кола — її задню стіну. Так визначається глибина сцени.
За Нерона орхестра та будівля сцени були переоблаштовані за римським зразком та пристосовані до гладіаторських боїв та римських сценічних постановок. Саме в цей час сцена та помост, на яких грали актори, були підняті на висоту 3–3,5 м над орхестрою. Між будівлею просценія та орхестрою знаходилося ще вільне вузьке чотирикутної форми простір, огороджений по периметру параскеніями. Відкрите в орхестру, він служив разом із заднім сегментом орхестри, ареною для виконання п'єс спільно хором та акторами.
Архітектура афінського театру Діоніса має деякі відхилення від ідеального правила Вітрувія. Першим її дослідником був Вільгельм Дерпфельд, який у своїй праці 1896 р. виклав детальний опис споруди театру, навів 12 рисунків його плану поясненнями.

## Реставрація
Розпочата реставрація театру Діоніса, на що грецький уряд виділив близько 6 млн євро. Планується завершити усі роботи до 2015 року. Проект реставрації очолив грецький архітектор Константінос Болетіс.  За цей час планується провести і роботи, пов'язані зі зміцненням стін, додаванням нових ярусів сидінь, а також відреставрувати численні декоративні елементи.
22 вересня 2012 року в театрі Діоніса пройшов концерт, організований Афінським концерт-холлом «Мегарон» спільно з некомерційною організацією «Διάζωμα»(«Діозома»), що займається захистом пам'яток культури. Спектакль «Монологи», який поставив композитор і піаніст Йоргос Курепос, включав читання уривків з поеми Есхіла «Прометей закутий», виконання музичних творів Яніса Ксенакіса, Вівальді і Глюка. На вимогу Центральної археологічної ради число глядачів було обмежено — не більше 500. 
Мандрівникам, котрі збираються в Грецію, цікаво буде дізнатися, що і біля самого Театру Діоніса також збереглися пам'ятники архітектури, що відносяться до древньої епохи. Було б непростимо не згадати про храм богині Артеміди (покровительки всього живого), який розташований в скелі, що нависає над Театром Діоніса. 
Тут же, колись була розміщена каплиця Панагії Спіліотіси — Печерної Богоматері, до її допомоги волали жінки, у яких важко і довго хворіли діти. Також неподалік від Театру Діоніса можна побачити дві коринфские колони, які свідчать про те, що на цьому місці стояв меморіал — символ грандіозної перемоги театрального колективу на одному з численних фестивалів, з успіхом проводилися в Стародавній Греції. 

## Театральне дійство тоді і зараз
Якщо говорити про театральні постановки давніх часів, варто зауважити, вони, звичайно ж, істотно відрізнялися від того, що може сьогодні побачити театрал. Спочатку в Стародавній Греції публіка могла спостерігати за діями всього лише одного актора, який «розповідав» глядачам про долю того чи іншого героя під «акомпанемент» хору. Трохи пізніше в спектаклі брали участь вже кілька акторів, а й їх художні можливості були обмежені. Вся справа в тому, що кожен актор черзі одягав на себе маску певного персонажа, і всі його майстерність зводилося до вміння грамотно і вправно володіти голосом і тілом. А публіка того часу вела себе досить своєрідно. Якщо в наші дні театральні постановки, в разі успіху закінчуються оваціями і криками «Браво!», А в разі провалу — тишею, то в стародавні часи було, м'яко сказати, трохи інакше. 
Хороший спектакль зустрічали також бурхливо: шквал оплесків і захоплені крики. Однак глядачі, які з якоїсь причини не розуміли і не приймали спектакль, зовсім не мовчали. У разі провалу театр також «вибухав», але на цей раз невдоволенням: свист і тупіт були чутні далеко від місця розташування театру. Крім цього, розлючена публіка могла закидати учасника театральної дії камінням, вимагаючи почати іншу п'єсу. Актор повинен був доставити публіці задоволення і починав іншу виставу, якщо залишався живий. 

## Цікаві факти
- Театральне життя в античні часи мала свої відмінні риси. Зокрема, цікаво, що чоловічі, і жіночі ролі завжди виконувалися чоловіками.
- Щоб акторів добре було видно з далеких місць, вони надягали спеціальні сандалі на високій платформі, які називалися котурни.
- Під час Діонісій жителі Афін не працювали, а вирушали подивитися виставу.
- Якщо глядачам не подобалася постановка, гра акторів або сама п'єса, вони тут же могли висловити своє невдоволення гучними криками і освистання, і зажадати відразу ж показати інший спектакль.
- Кожен спектакль на сцені театру показувався лише одного разу, повторний показ був винятком із правил.